# ترور آبراهام لینکلن
ترور آبراهام لینکلن در ۱۴ آوریل ۱۸۶۵ در تئاتر فورد رخ داد.

## پایه‌ریزی ترور
جان ویلکس بوث، قصد ربودن رئیس‌جمهور را داشت تا در عوض آزادیش، خواهان آزاد کردن زندانی‌های هم پیمان‌ها شود. اما در ۱۱ آوریل ۱۸۶۵ لینکلن در خارج از کاخ سفید سخنرانی ایراد کرد و از دادن حق و حقوق سیاهان دفاع کرد. این امر خشم بوث را، که در جمع شنوندگان حضور داشت برانگیخت و در نتیجه نقشه اش را برای ربودن لینکلن تغییر داد و تصمیم گرفت او را ترور کند.
با به پایان رسیدن جنگ، لینکن و گرانت مدام با یکدیگر دیدار و ملاقات داشتند. هر دو با هم برای بازسازی برنامه‌ریزی می‌کردند و برای همگان مشخص بود که آن‌ها احترام زیادی برای یکدیگر قائل بودند.
در آخرین دیدارشان در ۱۴ آوریل ۱۸۶۵، لینکن لینک گرانت را برای دیداری در بعد از ظهر آن روز دعوت کرد اما گرانت دعوت را نپذیرفت؛ و در نهایت نامزد و خواهر ناتنی اش قبول کردند بروند.
جان بوت که بازیگری مشهور و جاسوس همپیمانان در مریلند بود خبردار شد که قرار است رئیس‌جمهور، همسرش و گرانت به تئاتر بروند. بوت که در نقشهٔ اولیه اش برای ربودن لینکلن ناکام شده بود، همدستانش را خبر کرد و اعلام کرد که قصد کشتن لینکلن را دارد، دیگران نیز موظف شدند معاون وزیر، اندرو جانسون و وزیر امور خارجه، ویلیام اچ. سورد را به قتل برسانند.

## ترور در سالن تئاتر
لینکلن بدون محافظ اصلی اش، وارد هیل لمون در تئاتر فورد شد تا تئاتر «پسر عموی آمریکائیمان» را ببیند. در همان حالی که تنها محافظ او مشغول قدم زدن بود؛ و لینکلن در جای خود در اتاقکی در بالکن نشسته بود، بوث وارد شد و در پشت اتاقک خود را مخفی کرد. بوث که نمایشنامه را از بر بود منتظر خنده دارترین صحنه تئاتر ماند به این امید که صدای خنده مانع شنیده شدن صدای شلیک گلوله شود.
بر روی صحنه شخصیتی به نام سرود اندری (که هری هاک نقشش را بازی می‌کرد) دیالوگ خود را ادا کرد و به خاطر اینکه صدای خنده حاضران بلند شد بوتو وارد اتاقک رئیس‌جمهور شد و گلوله‌ای بر سر او شلیک کرد. گلوله از کنار گوش چپ لینکلن وارد شد و در پشت کره چشم راستش قرار گرفت. لینکلن در هنگام اصابت تیر در حال خندیدن بود.: 96 
هنری راثبون برای لحظه‌ای با بوت دست به یقه شد، اما بوت با ضربه چاقو خود را رها کرد. سپس بوت فریاد زد: 
این است فرجام ستمکار
، و فرار کرد. ۱۲ روز دنبال قاتل فراری بودند، مأموران فدرال به رهبری وزیر جنگ، ادوین استانتون، در جستجوی او بودند تا اینکه بالاخره او را در طویله‌ای در ویرجینیا مورد اصابت گلوله قرار دادند، او اندکی بعد مرد. از دیگر هم دستان بوت نیز تنها یک نفر تقریباً موفق به ترور هدفش شد: لویس پول به سورد، وزیر خارجه، حمله کرد و او را به شدت مجروح نمود.

چارلز میل، جراح ارتش، به سرعت زخم لینکلن را ارزیابی کرد و آن را مهلک و کشنده تشخیص داد. رئیس‌جمهور از داخل تئاتر به خیابان آوردند و او به مدت ۹ ساعت در خیابان در حالت کما بود. متخصصان بسیاری بر بالین او آمدند، از جمله ژنرال جوزف بارتر، جراح ارتش آمریکا. او لینکلن را معاینه کرد و تشخیص داد که در چند جا جمجمه آسیب دهده و گلوله در ۶ اینچی داخل مغز جای گرفته. لینکلن دیگر به هوش نیامد و در ساعت ۷:۲۲ صبح رسماً مرگ او را اعلام کردند. در مورد گفته‌های استانتون پس از مرگ لینکلن، تاریخ نویسان اختلاف نظر دارند. همه توافق دارند که او سخنش را با این عبارت شروع کرد که 
"هم‌اکنون لینکلن به … پیوست
. اینکه واژه جا افتاده تاریخ بوده یا فرشتگان معلوم نیست.

## پس از ترور

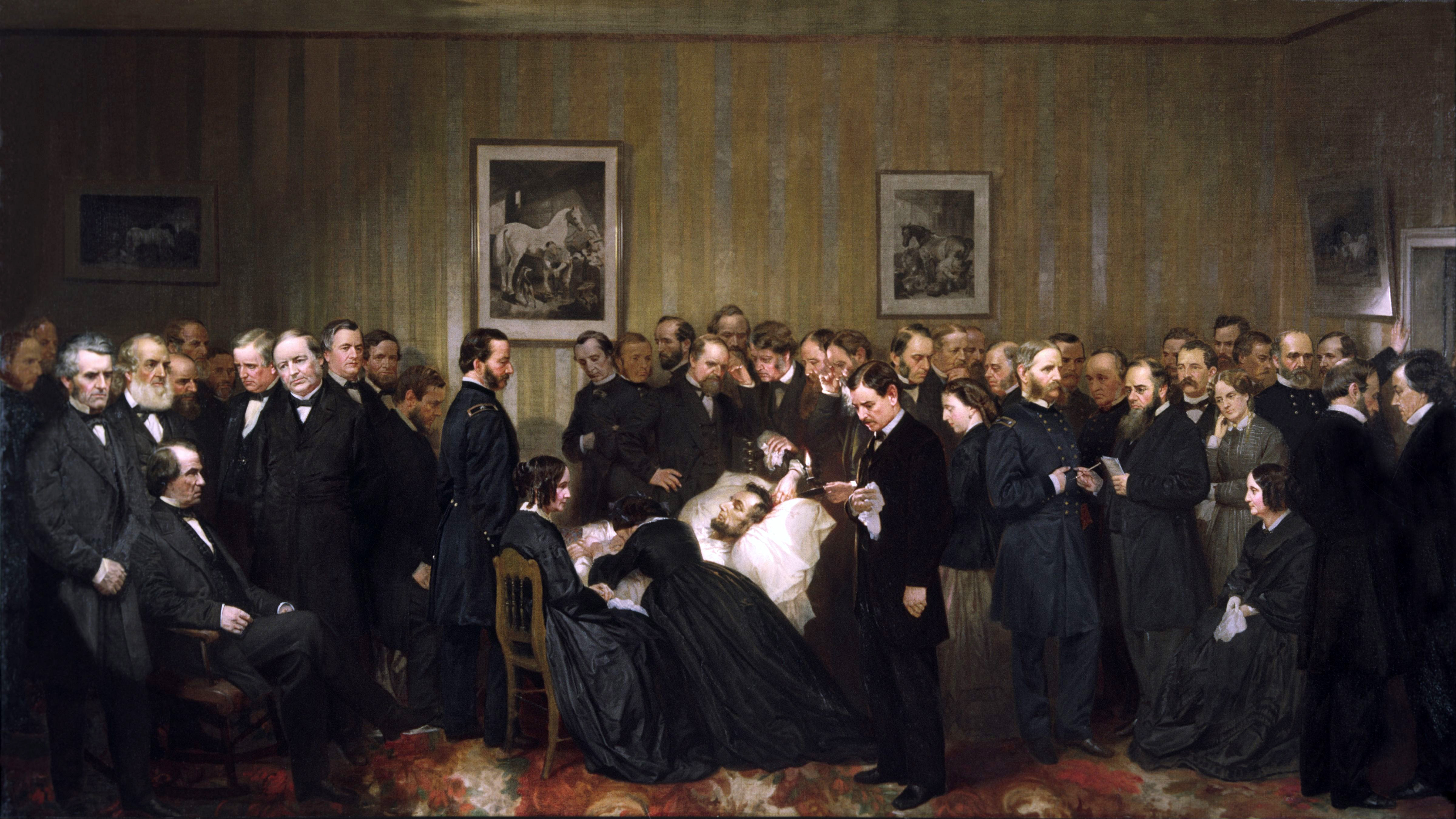
آخرین ساعات آبراهام لینکلن، اثر آلونزو چَپِل، آخرین لحظات زندگی رئیس جمهور لینکُلن را در پی واقعهٔ ترور رئیس‌جمهور در سالن تئاتر را به تصویر کشیده‌است. تابلو تمامی چهره‌های سیاسی، ژنرال‌های ارتش و اعضای خانواده پرزیدنت لینکُلن را که در ساعات مختلف شب ۱۴ آوریل تا صبح ۱۵ آوریل ۱۸۶۵ برای عیادت، بر بالین رئیس‌جمهور در حال مرگ رفتنه‌بودند را به تصویر کشیده‌است.

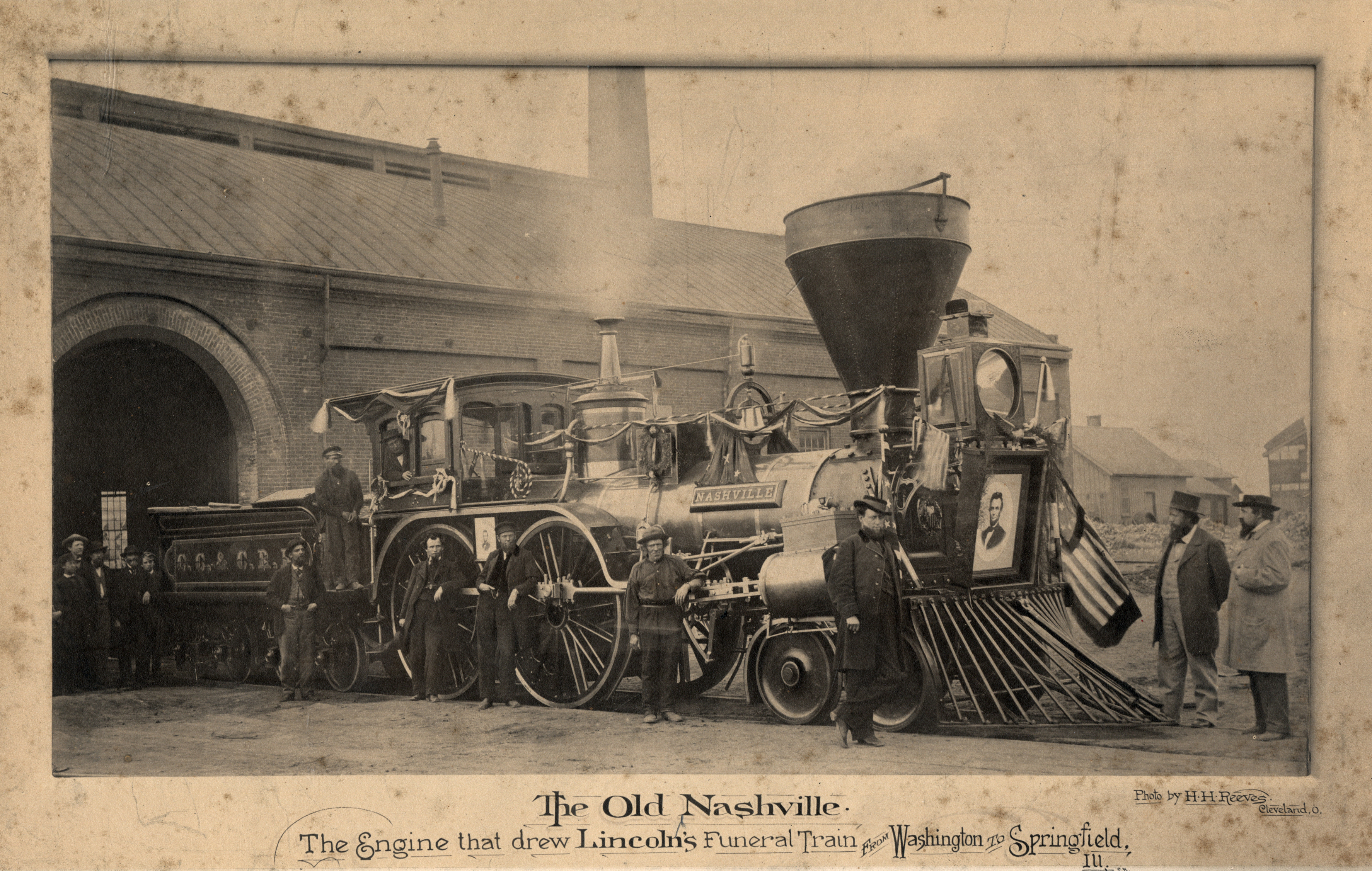
قطار حامل آبراهام و ۳۰۰ نفر از افراد شرکت کننده در مراسم و تابوت پسرش ویلیام در فاصله ۱۶۵۴ مایل معادل ۲۶۶۱ کیلومتر از ایلینوی

در موزه پزشکی ارتش که هم‌اکنون موزه ملی پزشکی و سلامت نامیده می‌شود، برخی از وسائل مربوط به ترور نگهداری می‌شود. هم‌اکنون در موزه گلوله‌هایی از اسلحهٔ درینگر شلیک شده‌اند، تکه‌هایی از جمجمه لینکون و لباس جراح که به خون لینکلن آغشته‌است در معرض نمایش گذاشته شده.
طی مراسمی جنازه آبراهام لینکلن را با قطار به ایالت ایلینوی بردند و ملت در سوگ مردی نشستند که در نگاه عده‌ای ناجی ایالات متحده بود. کاپرهدها که وی را یک یاغی بی قانون می‌دانستند با مرگش به شادی و سرور پرداختند. وی در قبرستان اوک ریج در اسپرینگفیلدز ایلینوی دفن شد و در سال ۱۸۷۴ یک بنای ۱۷۷ فوتی (۵۴ متری) به همراه انبوهی از مجسمه‌های برنزی در اطراف مقبره اش ساخته شد.
در سال ۱۹۰۱ رابرت تاد لینکلن برای جلوگیری از دزدیده شدن بقایای جسد پدرش مقبره آبراهام را نبش قبر کرد و وی را مجدداً در زیر سیمانی به ضخامت چندین فوت دفن کرد.

## داستان شب قبل از ترور
آبراهام لینکلن شب قبل از ترور شدنش خواب دیده بود که در کاخ سفید است و مردم کنار تابوتی در حال گریه هستند. از سرباز کنار تابوت پرسید:"چه کسی مرده است؟" سرباز با گریه جواب داد:"رییس جمهور" و بعد از دیدن این خواب از خواب بیدار شد.

### واکنش‌ها
والت ویتمن شعرهای «زمانی که آخرین یاس‌های بنفش در حیاط خانه شکفتند»، «ای ناخدا! ناخدای من!» و دو شعر دیگر را در ستایش لینکلن سروده‌است.